# Jisr ash-Shugur (district)
Jisr ash-Shugur (Arabisch: جسر الشغور) is een district in het gouvernement Idlib in Syrië. Het district ligt in het noordwesten van Syrië en grenst aan Turkije. De hoofdstad van het district is de gelijknamige stad Jisr ash-Shugur.